# Phonotimpus tetrico
Espèce
Phonotimpus tetrico est une espèce d'araignées aranéomorphes de la famille des Phrurolithidae.

## Distribution
Cette espèce est endémique du Tamaulipas au Mexique,. Elle se rencontre à Güémez et Hidalgo dans des grottes du Sistema Cavernario Purificación.

## Description
Le mâle holotype mesure 2,27 mm et la femelle paratype 2,52 mm.

## Systématique et taxinomie
Cette espèce a été décrite par Platnick, Chamé-Vázquez et Ibarra-Núñez en 2022.

## Étymologie
Son nom d'espèce lui a été donné en référence au lieu de sa découverte, la grotte Pozo Tetrico.

## Publication originale
- Platnick, Chamé-Vázquez & Ibarra-Núñez, 2022 : « The guardstone spiders of the genus Phonotimpus Gertsch & Davis (Araneae: Phrurolithidae) from northeastern Mexico. » Zootaxa, no 5219(1), p. 1-48.